# Terracina
Terracina – miejscowość i gmina we Włoszech, w regionie Lacjum, w prowincji Latina.
Według danych na 31 grudnia 2015 gminę zamieszkiwało 46 039 osób.
Za czasów rzymskich przez miejscowość poprowadzona została jedna z najważniejszych ówcześnie dróg Półwyspu Apenińskiego, Via Appia. Na początku II w., za panowania cesarza Trajana, by uniknąć prowadzenia szlaku przez góry, zdecydowano się na usunięcie ostrogi skalnej, która schodziła od klifu ku morzu. Skałę, zwaną obecnie Pesco Montano, "obcięto" do wysokości 128 stóp rzymskich (co dopowiada wysokości ok. 38 m), a szlak poprowadzono u jej stóp, brzegiem morza.

## Miasta partnerskie
- Bad Homburg vor der Höhe, Niemcy (od 1956)[3]
- Cabourg, Francja (od 1956)[3]
- Chur, Szwajcaria (od 1956)[3]
- Exeter, Wielka Brytania
- Jurmała, Łotwa
- Mayrhofen, Austria (od 1956)[3]
- Mondorf-les-Bains, Luksemburg (od 1956)[3]
- Pecz, Węgry